# 소방서

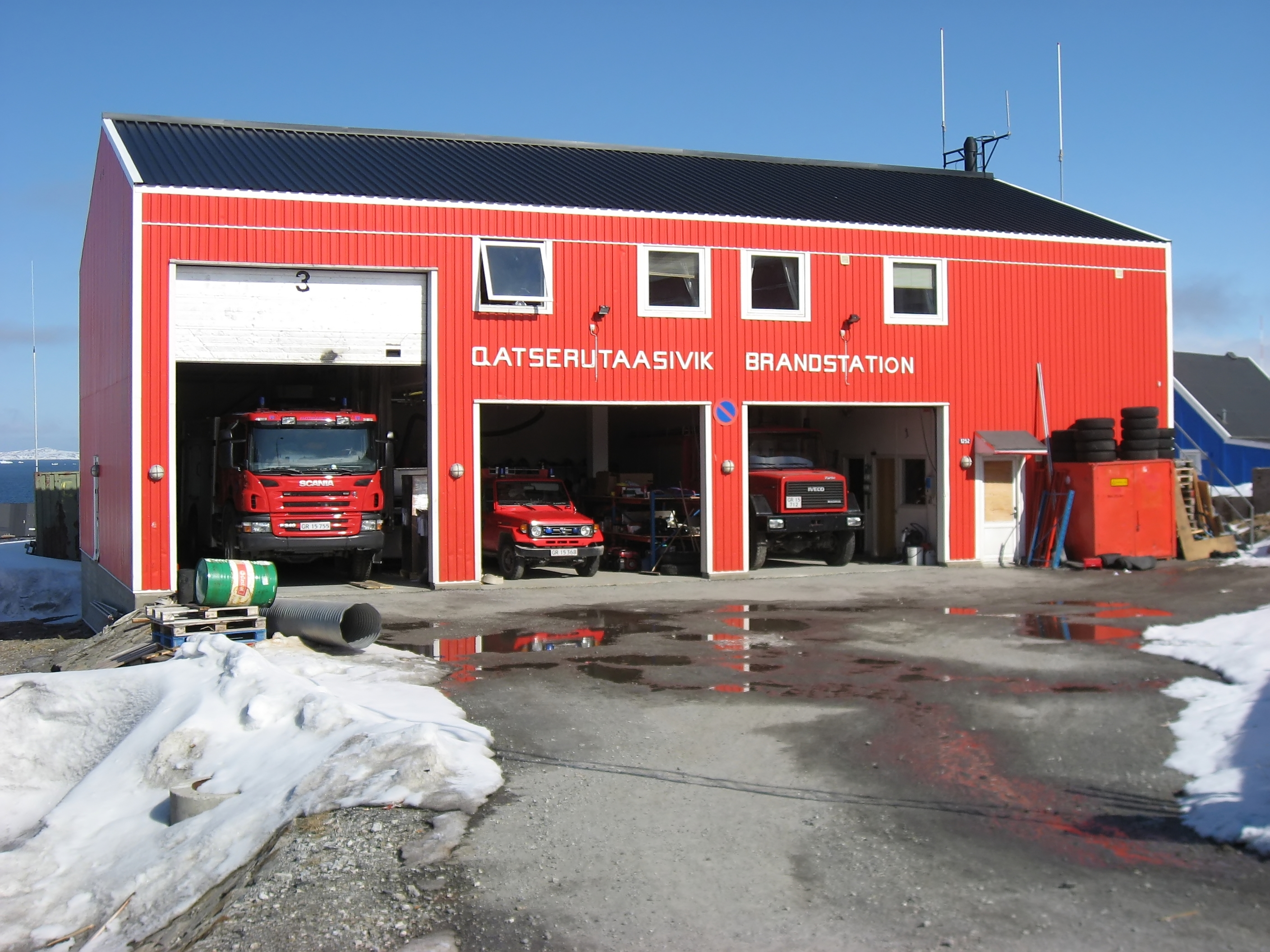
그린란드의 한 소방서.

소방서(消防署, 영어: fire station, fire house, fire hall, firemen's hall, engine house)는 화재를 예방·경계하거나 진압하고 화재, 재난·재해, 그 밖의 위급한 상황에서의 구조·구급 활동 등을 통하여 국민의 생명·신체 및 재산을 보호하는 공공 기관이다. 대한민국의 소방서는 소방기본법 및 대통령령인 지방소방기관 설치에 관한 규정, 광역자치단체별 조례에 의하여 설치된다.

## 대한민국의 소방관서 조직
소방기관이란 소방장비, 인력 등을 동원하여 소방업무를 수행하는 소방서·119안전센터·119구조대·119구급대·119구조구급센터·항공구조구급대·소방정대(消防艇隊)·119지역대를 말한다.

### 본서
대한민국의 소방관서는 행정업무(소방행정, 예방검사교육, 구조구급통계, 신고접수 등)의 업무를 수행하기 위해 서장 직속으로 과를 두고, 각 과의 업무를 수행하기 위해 과장 직속의 팀을 둔다. 위의 조직을 본서라 칭하는 경우가 많다. 본서는 소방서의 규모에 따라 2개 ~ 4개의 과를 둔다. 대개 소방행정과(또는 지원과), 예방과, 구조구급과(또는 방호구조과)를 두고 있다.

### 119안전센터
화재·구급업무에 대응하기 위해 119안전센터를 둔다. 본서와 같은 곳에 위치한 안전센터를 직할119안전센터, 그 외 읍면동에 위치한 안전센터를 외곽119안전센터라 부른다. 기존의 소방관들은 '소방파출소'라 부르던 관성이 남아있어 직할119안전센터를 직파(직할소방파출소의 준말) 또는 중파(본서에 위치한 직할센터를 두고 하는 말/중앙 파출소의 준말)로, 외곽119안전센터를 외파(외곽소방파출소의 준말)로 부르기도 한다.

### 119지역대
소방수요가 있으나 119안전센터를 설치할만한 수요가 아닌 경우에는 인근 119안전센터 산하에 119지역대를 두어 관할하게 한다. 상대적으로 직할119내 안전센터는 인구밀집지역인 경우가 많아 보유차량과 인원이 많고, 외곽119안전센터는 상대적으로 보유차량과 인원이 적다. 119지역대의 경우 소방관 2명이 2조2교대로 근무하는 경우도 있다. 이전 명칭은 소방파견소, 소방출장소, 소방대기소이다.

### 119구조대
구조 업무에 대응하기 위해 119구조대를 둔다. 구조대는 각 소방서에 1개 내지 2개를 두며, 소방서가 관할하는 구역을 모두 담당한다.

### 현장대응단
소방본서 직할119안전센터, 119 구조대를 통합해 출범한 조직으로 2009년 3월 23일 전남 목포소방서가 최초로 현장대응단을 신설했다.

## 소방서를 배경으로 하는 TV 프로그램
- 소방서 옆 경찰서(SBS 금토 드라마 - 2022년 하반기 방영작)

## 같이 보기
- 소방본부
- 중앙소방본부
- 대한민국의 소방